# Formation des mots
En linguistique, le syntagme « formation des mots » désigne le moyen interne principal d’enrichissement du lexique d’une langue, consistant en un ensemble de procédés de création de nouveaux lexèmes à partir d’un matériau linguistique préexistant,,.
Les entités bases de la formation des mots sont de diverses provenances. Certaines sont internes à la langue, tels les mots hérités d’une langue dont a évolué celle en cause, et les mots créés autrement que par formation, à savoir des interjections et des onomatopées. D’autres bases sont des emprunts lexicaux à d’autres langues,.
Quant à la nature des bases, il peut s’agir de radicaux libres (en même temps des mots autonomes), de radicaux liés (inexistants en tant que mots autonomes), d’autres parties de mots non autonomes, ainsi que de mots créés auparavant par un procédé de formation.
Les procédés de formation peuvent être groupés de plusieurs façons.
Une division en deux groupes est celle en mots formés spontanément (leur grande majorité) et en mots formés consciemment, certains par des procédés existant dans la formation spontanée, d’autres qui impliquent des réductions conscientes (par exemple les sigles et les acronymes).
Deux groupes également sont constitués par, d’un côté, les formations lexicalisées, qui sont répertoriés dans les dictionnaires, et, d’un autre côté, les non lexicalisées, tels les mots composés occasionnels formés dans certaines langues, ou la plupart des sigles et acronymes. Ces derniers ne sont même pas inclus par certains linguistes dans la formation des mots. Les prénoms diminutivés par des procédés de formation des mots entrent aussi dans la seconde catégorie,.
Une autre classification est faite selon les modes de formation :
- ajout d’un affixe, c’est-à-dire dérivation lexicale ;
- combinaison de mots autonomes ou de parties de mots non autonomes, c’est-à-dire composition ;
- redoublement ;
- modification de mots ou de syntagmes par réduction ou altération ;
- autres procédés suivis de lexicalisation.

Il y a aussi des formations qui combinent des procédés différents, par exemple la réduction et la composition dans les mots-valises et les acronymes.
La formation des mots peut aussi être considérée dans la perspective diachronie vs synchronie, puisque certains mots nouvellement formés remplacent leur base, qui tombe en désuétude, alors que d’autres vivent en parallèle avec leur base, d’ordinaire dans des registres de langue différents.
L’importance des procédés de formation des mots diffère d’une langue à une autre, mais aussi dans le cadre d’une même langue. Par exemple, en allemand, la composition est beaucoup plus fréquente qu’en français et, du moins dans les langues mentionnées ici, la dérivation est beaucoup plus importante que le téléscopage.

## Procédés de formation des mots

### La dérivation
La dérivation est un procédé de formation d’unités lexicales par ajout d’un affixe à une base. L’affixe peut être un suffixe ou un préfixe. Le plus souvent est ajouté soit l’un (suffixation), soit l’autre (préfixation), ou, plus rarement, les deux à la fois (dérivation parasynthétique), par exemple : américain, décharger, imparable.
En français, la base de la dérivation est un mot autonome ou un radical non autonome, mais dans d’autres langues, cela peut être une autre entité. En BCMS, par exemple, la suffixation est souvent concomitante avec la composition d’un nom et d’un radical verbal, ex. staklorezac « vitrier » < staklo « verre » + le radical du verbe rezati « couper » + le suffixe -ac. En hongrois, la base peut être un mot réduit par apocope et suffixé. C’est ainsi qu’on forme des diminutifs de prénoms (ex. Viki < Viktor), procédé appliqué à des noms communs aussi, ex. mozi « cinéma » < mozgóképszínház « cinématographe », tronqué en moz- + -i.
Dans certaines linguistiques, comme la française, on parle aussi de dérivation régressive, qui consiste en la suppression d’un affixe lexical réel (ex. accorder > accord ) ou d’une partie de mot considérée de façon erronée comme tel, ex. (ro) smochină « figue » > smochin « figuier » . Dans d’autres linguistiques, comme celle de langue anglaise ou la hongroise, c’est considéré comme un procédé de formation à part, étant en fait contraire à la dérivation proprement-dite.
La dérivation régressive est en même temps un procédé de formation par réduction de mot, plus exactement par apocope (voir plus bas).

### La composition
La composition consiste en la formation de mots nouveaux à partir de deux ou plusieurs mots autonomes (ex. entrecôte, hors-la-loi), d’un mot autonome et d’une partie de mot (ex. inforoute) ou de deux parties de mots, ex. viticole.
Dans certaines langues il y a aussi des noms propres composés, surtout d’entreprises, créés volontairement de mots complets:
(hr) Naftaplin < nafta « pétrole » + plin « gaz » ;
(hu) Budataxi < Buda + taxi.

#### Le téléscopage
Certains auteurs, tels Grevisse et Goosse 2007, incluent parmi les mots composés ceux formés par téléscopage, c’est-à-dire les mots-valises, combinaisons de la partie initiale d’un mot et de la partie finale d’un autre, à la suite de la réduction de ceux-ci, par apocope du premier et par aphérèse du second. Exemples :
(fr) autobus < automobile omnibus ;
(ro) tembeliziune (familier) < tembel « idiot » + televiziune « télévision » ;
(en) brunch < breakfast « petit déjeuner » + lunch « déjeuner » ;
(hu) csalagút « le tunnel sous la Manche » < csatorna « canal » + alagút « tunnel ».

### Le redoublement
Le redoublement, appelé aussi réduplication, est un procédé de formation des mots, lorsqu’il n’est pas grammatical.
Certains linguistes l’incluent dans la composition quand il consiste en :
- la répétition d’un mot : (fr) cache-cache[23] ;
- la combinaison de deux entités entre lesquelles il y a une petite différence de forme :
  - des mots autonomes : (ro) calea-valea, dans l’expression ce mai calea-valea « enfin bref » (littéralement « quoi encore la voie-la vallée »)[30] ;
  - un mot autonome et un autre inexistant en tant que tel : (en) easy-peasy (familier) « fastoche »[31] ;
  - deux entités inexistantes en tant que mots autonomes : (hu) ákombákom « gribouillage »[32].

Par redoublement de syllabes on forme aussi des mots simples. Tels sont de nombreux diminutifs de prénoms en français, ex. Mimile.
Dans le langage enfantin, des mots formés par des adultes et employés avec les petits enfants sont formés de la même façon, ex. (fr) dormir > dodo. Ce sont en même temps des altérations (voir plus bas).

### Réductions
La réduction est le raccourcissement d’un mot simple, d’un mot composé ou d’un syntagme, par la suppression d’une de ses parties.

#### La réduction d’un mot

##### L’aphérèse
Cette réduction ou troncation consiste à éliminer la partie initiale d’un mot, ex. (fr) américain > ricain (populaire).

##### La syncope
Le terme « syncope » dénomme l’omission d’un segment de l’intérieur d’un mot, ex. (hu) győzedelem > győzelem « victorie ».

##### L’haplologie
L’haplologie est une variante de syncope consistant à éliminer l’un de deux segments identiques ou semblables qui se succèdent à l’intérieur d’un mot, ex. (fr) tragico-comédie > tragi-comédie.

##### L’apocope
Cette réduction consiste à omettre un segment de la fin d’un mot, ex. (fr) cinématographe > cinéma.
La dérivation régressive est un type spécial d’apocope (voir plus haut).

#### La réduction d’un syntagme ou d’un mot composé
Ces deux entités se correspondent souvent d’une langue à une autre, la première ayant une plus grande fréquence dans certaines (par exemple en français), la seconde étant plus fréquente dans d’autres, comme le hongrois. Leur réduction est au moins partiellement contextuelle.
Certaines réductions de syntagmes se sont imposées au cours de l’histoire de la langue. Exemples :
(la) iecur ficatum « foie d’animal nourri de figues » > (fr) foie, (ro) ficat ;
(ro) pătlăgea roșie « tomate » (littéralement « aubergine rouge ») > roșie ;
(hu) napkelet > kelet « est », « orient ».
D’autres réductions de syntagmes sont totalement contextuelles. Par exemple, la désignation du Parti communiste par le Parti est une réduction due au contexte social. Certaines réductions de syntagmes sont conditionnées par le contexte de la situation de communication. Il s’agit de l’omission de précisions qui ont déjà été faites. Par exemple, après qu’on a dit une fois Le jardinier du chateau est venu me voir, dans la partie suivante du contexte on ne dira plus que le jardinier.

### Formation de mots à partir de mots tronqués
Les mots résultant de troncations peuvent continuer à vivre avec leur forme mais certains peuvent en changer. En français, par exemple, dans le registre de langue populaire, la troncation est parfois accompagnée de l’addition d’un -o, ex. prolétaire > prolo, apéritif > apéro.
Si, en français, les prénoms sont souvent diminutivés par simple apocope (ex. Édouard > Ed, Stéphane > Steph), en hongrois on ajoute le plus souvent au prénom tronqué un suffixe diminutif : Ferenc « François » > Feri ou Ferkó, Teréz « Thérèse » > Teri ou Terka. Le procédé est le même pour diminutiver des noms communs. Certains de ces diminutifs sont seulement familiers (ex. csokoládé « chocolat » > csoki), d’autres, plus anciens, ne sont plus sentis comme des diminutifs et ont ramplacé le mot-base, ex. mozgóképszínház « cinématographe » > mozi « ciné(ma) ».
Un autre type de formation de mots à partir de mots tronqués est le téléscopage, qui est en même temps un type de composition (voir plus haut).

#### Le sigle et l’acronyme
Les sigles et les acronymes résultent de syntagmes réduits par apocope de leurs composants. Dans certaines linguistiques, comme la roumaine, leur formation est considérée comme un type spécial de composition.
Les sigles sont des mots formés des sons initiaux (des lettres initiales) des mots d’un syntagme. Ne sont que des sigles ceux qu’on prononce de manière épelée (écrits d’ordinaire avec des points). Ceux qu’on prononce syllabiquement sont en même temps des acronymes (écrits d’ordinaire sans points). Exemples :
(fr) H.L.M. < habitation à loyer modéré ;
(ro) C.F.R. < Căile Ferate Române « Chemins de fer roumains » ;
(en) NATO < North Atlantic Treaty Organization « Organisation du traité de l'Atlantique nord » ;
(hu) MÁV < Magyar Államvasutak « Chemins de fer d’État hongrois » ;
(hr) ULUH < Udruženje likovnih umjetnika Hrvatske « Union des artistes plastiques de Croatie ».
Ne sont que des acronymes les mots formés des parties initiales des composants d’un syntagme, l’une au moins comprenant plus d’un son/d’une lettre, parfois un mot entier :
mot international : Benelux < BElgique, NEderland, LUXembourg ;
(fr) Ifremer < Institut Français de Recherche pour l’Exploitation de la MER ;
(ro) Asirom < ASIgurarea ROMânească « Assurances Roumaines » ;
(en) Algol < ALGOrithmic Language « langage algorithmique » ;
(hu) Malév < MAgyar LÉgiforgalmi Vállalat (litt. « entreprise de transport aérien hongroise ») ;
(hr) Ina < Industrija NAfte (litt. « industrie du pétrole »).
Les sigles et les acronymes sont traités comme des mots, c’est-à-dire qu’en fonction de leur nature et de la langue en question, ils reçoivent des déterminants, ont un genre grammatical, se mettent au pluriel, se déclinent et servent de bases pour la formation de mots par d’autres procédés. Exemples :
(fr) CAPES (< Certificat d'aptitude au professorat de l'enseignement du second degré), avec l’article défini masculin singulier, le CAPES ; dérivé : capésien, -ne ;
BD (< bande dessinée), avec l’article indéfini pluriel, des bédés ; dérivé : bédéiste ;
(ro) C.F.R. (< Căile Ferate Române « Chemins de fer roumains »), avec l’article défini masculin singulier, C.F.R.-ul ; derivé : ceferist « cheminot » ;
(hr) HDZ (< Hrvatska demokratska zajednica « Union démocratique croate”) ; dérivé : hadezeovac « membre de l’UDC » ;
(cnr) CNP (< Crnogorska narodna partija « Parti national monténégrin »), génitif CNP-a « du CNP », datif/locatif CNP-u « au CNP » ;
(hu) ABC ou ábécé « alphabet », avec article défini pour mot à initiale vocalique et à l’accusatif, az ábécét.

### Altérations
Certains mots sont formés à la suite de l’altération de la forme de mots préexistants. Certaines altérations sont accidentelles, d’autres – volontaires.

#### L’étymologie populaire
L’étymologie populaire ou l’attraction paronymique est l’altération accidentelle d’un mot sous l’influence d’un autre avec lequel il a une ressemblance phonétique et, d’ordinaire, une certaine analogie de sens, par exemple :
- allemand d’Alsace sûrkrût, cf. (de) Sauerkraut (litt. « chou aigre ») > choucroute, sous l’influence de chou ;
- ancien cordouanier (< Cordoue) > cordonnier, sous l’influence de cordon.

Un autre type d’étymologie populaire affecte des syntagmes dans lesquels on réinterprète la limite entre mots composants. Ainsi, en anglais, adder, le nom générique de certaines espèces de serpents provient du vieil anglais naddre, par réinterprétation de la limite entre mots dans le syntagme à article indéfini : a naddre > an adder.

#### Altérations voulues
Il y a, par exemple, des altérations par plaisanterie, qui ne se lexicalisent pas, ex. (fr) ridicoculiser.
D’autres mots sont altérés par euphémisme, tel Diable ! > Diantre !
Il existe aussi des altérations argotiques à l’origine, qui sont entrées plus tard dans les registres populaire, puis familier. Elles sont réalisées comme suit :
- remplacement de la partie finale du mot : fromage > frometon;
- réduction par apocope et ajout de -o : apéritif > apéro ;
- altérations selon les règles de langages secrets :
  - largonji (remplacement de la première consonne par l et son transfert à la fin du mot) : fou > louf ;
  - verlan (inversion des parties initiale et finale du mot) : pourri > ripou ;
  - javanais (introduction d’une certaine séquence de sons dans un mot, souvent av) : gros > gravos.

### Autres procédés

#### Lexicalisation de noms propres
Certains noms propres deviennent communs par antonomase de type métonymique et peuvent être complètement lexicalisés, perdant toute liaison avec les noms propres d’origine. Ceux-ci peuvent être de personnes, de marques ou des toponymes. Exemples :
(fr) renard < Renart, nom propre de l’animal personnifié dans le Roman de Renart, qui a remplacé goupil, son ancien nom ;
(en + fr) jersey – nom de tissu < Jersey (nom d’île) ;
(hu) zserbó – nom de gâteau < Gerbeaud (Émile Gerbeaud, pâtissier suisse établi à Budapest) ;
(ro) drujbă – nom usuel de la tronçonneuse < (ru) Дружба (Družba) « amitié », marque des premières tronçonneuses utilisées en Roumanie, importées d’Union soviétique.

#### Agglutination
Certains mots nouveaux sont des lexicalisations de successions de morphèmes lexicaux et grammaticaux, qui s’agglutinent. Le mot français lendemain, par exemple, est le résultat de lexicalisations successives de telles agglutinations : (la) la préposition de + mane > (fr) demain ; la préposition en + demain > endemain, avec article défini, l’endemain > lendemain,.
En hongrois, de telles agglutinations sont relativement nombreuses, par exemple :
- nom + suffixe : fehérje « protéine » (litt. « son blanc »), donc nom + le suffixe possessif de la 3e personne du singulier ;
- verbe à une forme personnelle, donc avec une désinence : tessék « voilà, tenez », sens initial « que cela te/vous plaise » ;
- succession de plus de deux morphèmes : dans l’expression mehetnékje van « il/elle a la bougeotte » – mehetnékje formé de me- (radical du verbe megy « il/elle va ») + -het (suffixe de potentiel) + -né- (suffixe du mode conditionnel) + -k (désinence de la 1re personne du singulier) > mehetnék « j’irais » + -je (suffixe possessif de la 3e personne du singulier).

#### Différenciation sémantique de variantes phonétiques
Dans la linguistique hongroise on prend en compte en tant que procédé de formation des mots la différenciation sémantique de variantes phonétiques de certains mots. Par exemple, le mot szarv avait la variante szaru, les deux ayant initialement les deux sens du mot français  « corne »: « 1. corne (biologie) ; 2. corne (matière) ». Dans la langue actuelle, le sens des deux variantes est différent : szarv s’est spécialisé dans le sens 1, et szaru dans le sens 2. D’autres formations de ce genre sont :
bozótos « couvert de buissons » ~ bozontos « ébouriffé, -e » ;
csekély « peu nombreux, -e, de peu d’importance » ~ sekély « peu profond, -e » ;
gomb « bouton (de vêtement) » ~ gömb « globe, sphère » ;
nevel « il/elle éduque » ~ növel « il/elle fait croître ».

#### Créations pures
Il y de rares mots artificiels formés de façon consciente sans aucun morphème pour base, par exemple le nom de marque Kodak. De même, le sigle SOS n’est que la transcription d’un signal de détresse en code Morse international, adopté pour sa facilité à émettre et à interpréter. Il existe aussi des refrains vides de sens : Tra deri dera; Lon lon laire; La faridondaine, lafaridondon, etc. Il y a de tels refrains en hongrois aussi: Ladi-ladi-lom ou Tillárom haj.

## Sources bibliographiques
- (hr) Barić, Eugenija et al., Hrvatska gramatika [« Grammaire croate »], Zagreb, Školska knjiga, 1997, 2e éd. (ISBN 953-0-40010-1)
- (ro) Bidu-Vrănceanu, Angela et al., Dicționar general de științe. Științe ale limbii [« Dictionnaire général des sciences. Sciences de la langue »], Bucarest, Editura științifică, 1997 (ISBN 973-440229-3, lire en ligne)
- (en) Bussmann, Hadumod (dir.), Dictionary of Language and Linguistics [« Dictionnaire de la langue et de la linguistique »], Londres – New York, Routledge, 1998 (ISBN 0-203-98005-0, lire en ligne [PDF])
- (ro) Constantinescu-Dobridor, Gheorghe, Dicționar de termeni lingvistici [« Dictionnaire de termes linguistiques »] (DTL), Bucarest, Teora, 1998 (sur Dexonline.ro)
- (en) Crystal, David, A Dictionary of Linguistics and Phonetics [« Dictionnaire de linguistique et de phonétique »], Blackwell Publishing, 2008, 4e éd. (ISBN 978-1-4051-5296-9, lire en ligne [PDF])
- (hu) Cs. Nagy, Lajos, « A szóalkotás módjai », dans A. Jászó, Anna (dir.), A magyar nyelv könyve [« Le livre de la langue hongroise »], Budapest, Trezor, 2007, 8e éd. (ISBN 978-963-8144-19-5, lire en ligne), p. 293–319
- (ro) « Dicționare ale limbii române (Dexonline) » [« Dictionnaires de la langue roumaine »] (consulté le 24 mai 2020)
- Dubois, Jean et al., Dictionnaire de linguistique, Paris, Larousse-Bordas/VUEF, 2002 (lire en ligne)
- (hu) Gerstner, Károly, « 16. fejezet – A magyar nyelv szókészlete », dans Kiefer, Ferenc (dir.), Magyar nyelv [« Langue hongroise »], Budapest, Akadémiai Kiadó, 2006 (ISBN 963-05-8324-0, lire en ligne), p. 306-334
- Maurice Grevisse et André Goosse, Le Bon Usage : grammaire française, Bruxelles, De Boeck Université, 2007, 14e éd., 1584 p. (ISBN 978-2-8011-1404-9, lire en ligne [PDF])
- (hu) Kálmán, László et Trón, Viktor, Bevezetés a nyelvtudományba [« Introduction à la linguistique »], Budapest, Tinta, 2007, 2e éd. (ISBN 978-963-7094-65-1, lire en ligne [PDF])
- (hu) Keszler, Borbála (dir.), Magyar grammatika [« Grammaire hongroise »], Budapest, Nemzeti Tankönyvkiadó, 2000 (ISBN 978-963-19-5880-5, lire en ligne)
- (sr) Klajn, Ivan, Gramatika srpskog jezika [« Grammaire de la langue serbe »], Belgrade, Zavod za udžbenike i nastavna sredstva, 2005 (ISBN 86-17-13188-8, lire en ligne [PDF])
- « Larousse Encyclopédie » (consulté le 24 mai 2020)
- Leroy, Sarah, Entre identification et catégorisation, l’antonomase du nom propre en français (thèse de doctorat), Montpellier, Université Paul-Valéry – Montpellier III, 2001 (lire en ligne [PDF])
- (en) « Oxford Learners’s Dictionaries (OLD) » [« Dictionnaires Oxford des apprenants »] (consulté le 24 mai 2020)
- (hu) Szathmári, István (dir.), Alakzatlexikon. A retorikai és stilisztikai alakzatok kézikönyve [« Lexicon des figures. Guide des figures rhétoriques et stylistiques »], Budapest, Tinta, 2008 (lire en ligne)
- (hu) Tótfalusi, István, « Magyar etimológiai nagyszótár (MEN) » [« Grand dictionnaire étymologique hongrois »] (consulté le 24 mai 2020)
- (ro) Volceanov, George, Dicționar de argou al limbii române [« Dictionnaire d’argot du roumain »], Bucarest, Niculescu, 2007 (ISBN 978-973-748-104-7)
- (hu) Zaicz, Gábor (dir.), Etimológiai szótár. Magyar szavak és toldalékok eredete [« Dictionnaire étymologique. Origine des mots et affixes hongrois »], Budapest, Tinta, 2006 (ISBN 963-7094-01-6, lire en ligne)